# 121 Batalion Budowlany
121 Batalion Budowlany (niem. Bau-Bataillon 121)  –  pomocniczy oddział wojskowy Wehrmachtu złożony z Niemców, Gruzinów i przedstawicieli narodów Azji Środkowej podczas II wojny światowej
Batalion został sformowany 26 sierpnia 1939 r. na obszarze VIII Okręgu Wojskowego. Składał się z czterech kompanii. Rekrutował się z członków Służby Pracy Rzeszy (RAD). Podczas kampanii wrześniowej jesienią 1939 r. działał pod zwierzchnictwem 10 Armii w południowej części Polski. Wykonywał różnego rodzaju zadania budowlane. Następnie oddział przeniesiono do zachodnich Niemiec. Podlegał 16 Armii XXIII Korpusu Armijnego. Po ataku wojsk niemieckich na ZSRR 22 czerwca 1941 r., wysłano go na front wschodni. Służył na północnym odcinku frontu. Latem 1942 r. przeszedł pod zwierzchnictwo 18 Armii XXXVIII Korpusu Armijnego, zaś jesienią tymczasowo 11 Armii. Pod koniec sierpnia 1943 r. batalion przekształcono w Baupionier-Bataillon 121. W tym czasie 4 kompania została przemianowana na turkiestańską, gdyż w jej skład weszli b. jeńcy wojenni-czerwonoarmiści pochodzenia środkowoazjatyckiego. Jesienią 1943 r. w skład oddział weszła gruzińska 7 kompania, ale w 1944 r. przekazano ją do Estnisches Bau-Pionier-Bataillon 5. Na pocz. 1945 r. batalion stacjonował w Windawie, kapitulując wraz z pozostałymi wojskami niemieckimi z tzw. worka kurlandzkiego w pierwszych dniach maja tego roku.